# Meinhard Adler
Meinhard Adler (* 6. Oktober 1937 in Reinholterode im Eichsfeld; † 7. Februar 2024) war ein deutscher Mediziner und Neurowissenschaftler.

## Biografie
Meinhard Adler, Sohn von Helene Adler, geborene Schmidt, und Georg Adler, studierte 1955 bis 1957 Russisch und Sport in Leipzig, 1957 bis 1964 Medizin, Psychologie und Anthropologie in Göttingen, Erlangen, München und Mainz. Weiterbildungen absolvierte der zum Dr. med. Promovierte in München, Mainz, Berlin, Madrid, New Haven, Hannover und Heidelberger. Er lehrte als Facharzt für Psychiatrie und Professor Physiologische Psychologie an der FU Berlin und Heilpädagogische Psychiatrie an der Universität Köln. Seine Arbeitsschwerpunkte waren biologische Psychiatrie, Wissenschaftsmethodik und Kulturpsychiatrie.
Meinhard Adler war katholisch, ab 1964 mit Dagmar Adler, geborene von Webel, verheiratet, hatte drei Kinder und lebte in Kisselbach im Hunsrück.

## Positionen
Adler verengte den Anwendungsbereich der Psychiatrie nicht auf rein „geistiges“ Erleben und seine therapeutische Beeinflussung, sondern betonte, jedes Verhalten, Denken und Fühlen sei an eine organische Schaltstelle im Hirn gebunden und könne psychochirurgisch beeinflusst werden.
In „Vergangengeitsbewältigung in Deutschland“ ging Adler der psychischen und sozialen Verarbeitung des Nationalsozialismus nach 1945 und des DDR-Sozialismus nach 1989 nach. Die postfaschistische und postkommunistische „Verarbeitung“ habe sich keineswegs aus dem Bann dieser Totalideologien gelöst, sondern bleibe mit ihrer Angst vor der Wiederkehr und dem Hass aus der Aggression der Opfer an sie gefesselt.
In Anlehnung an Charles Percy Snow ging Adler von zwei Kulturen aus: „eine naturwissenschaftliche, die den Ideologen nur mit Mühe ihre Hirngespinste über die Natur des Menschen ausreden kann, und eine geisteswissenschaftlich-philosophische“. Diese „nimmt empirische Resultate über den Menschen nur wahr, wenn sie in ihren ideologischen Kram passen. Bei ihr ‚steht nicht die Breite und Vielfalt des induktiven Wissens und seiner begründeten Methodik im Mittelpunkt, sondern ein Quasi-Extrakt der ‚Ansichten‘ hierüber und vor allem normative Entwürfe‘, wie der Mensch sein soll: eine philosophische Anthropologie.“ Auf den Erkenntnissen vom Menschen, wie er tatsächlich ist, sollte dagegen eine ‚naturwissenschaftliche Ethik‘ aufbauen.

## Veröffentlichungen (Auswahl)
- Brecht im Spiel der technischen Zeit. Naturwiss., psycholog. u. wiss.-theoret. Kategorien im Werk Bertolt Brechts. Ein Beitrag zur Literaturpsychologie. 1976.
- mit Hans Peter Rosemeier: Zur Frage der Identität der Medizinischen Psychologie. 1976.
- mit R. Saupe: Psychochirurgie. 1979.
- Physiologische Psychologie. Biologische Grundlagen von Erleben und Verhalten. Teil I: Allgemeine Voraussetzungen und Methoden. Teil II: Spezielle Funktionssysteme (= Klinische Psychologie und Psychopathologie. Band 6–7). 1979.
- Vergangenheitsbewältigung in Deutschland. Frankfurt am Main 1990, ISBN 3-631-41611-3.
- Der Krieg. Eine Studie zu Aspekten der Erkenntnis eines Kulturphänomens (Essay) 1991.
- Plädoyer für eine Biologische Psychiatrie. 1996, ISBN 3-432-95591-X.